# Марылькы 2-я
Марылькы 2-я — река в России, протекает по территории Ямало-Ненецкого автономного округа. Устье реки находится в 51 км по левому берегу реки Марылькы. Длина реки составляет 20 км. В 1,8 км по правому берегу впадает река Марылькы 3-я.

## Данные водного реестра
По данным государственного водного реестра России относится к Нижнеобскому бассейновому округу, водохозяйственный участок реки — Таз. Речной бассейн реки — Таз.
Код объекта в государственном водном реестре — 15050000112115300066748.